# جیریاکو
جیریاکو (به ژاپنی: 治暦 Jiryaku)؛ نام یک عصر تاریخی ژاپنی (نِنگُو) بود. این عصر بعد از کوهی (دوره) و قبل از انکیو قرار داشت و از اوت ۱۰۶۵ تا آوریل ۱۰۶۹ میلادی به طول انجامید. در طی این عصر امپراتور گو-ریزی و امپراتور گو-سانجو امپراتور ژاپن بودند.